# Jordi Sangrà i Gilbert
Jordi Sangrà i Gilbert (Ponts, 27 de juliol de 1980) és un piragüista olímpic català que va participar en els Jocs olímpics d'Atenes 2004, on va obtenir el diploma en haver assolit la setena posició. També va ser guanyador d'una medalla de bronze en el Campionat Europeu de Piragüisme en Eslàlom de 2000 en la prova de C1 per equips. Pertany al Club Nàutic mig Segre de Ponts, on es va iniciar al piragüisme.